# Władysław Kowalczuk
Władysław Kowalczuk (ur. 13 stycznia 1897 w Stanisławowie, zm. ?) – kapitan artylerii Wojska Polskiego.

## Życiorys
W 1913 został członkiem Związku Strzeleckiego. 5 sierpnia 1914 wstąpił do Legionów Polskich. Służył w 3. baterii 1 Pułku Artylerii. 24 lutego 1915 został mianowany bombardierem .
W 1928 pełnił służbę w Dowództwie Okręgu Korpusu Nr VII w Poznaniu. Później został przeniesiony do 4 pułku artylerii ciężkiej w Łodzi. Od 11 marca do 12 września 1932 pełnił w tym pułku obowiązki dowódcy III dywizjonu. W czerwcu 1933 został przeniesiony do Dowództwa Okręgu Korpusu Nr IV w Łodzi. W grudniu 1934 został przeniesiony do Powiatowej Komendy Uzupełnień Łódź Miasto II na stanowisko kierownika I referatu. 1 września 1938 jednostka, w której pełnił służbę została przemianowana na Komendę Rejonu Uzupełnień Łódź Miasto II, a zajmowane przez niego stanowisko otrzymało nazwę „kierownik I referatu ewidencji”.

## Ordery i odznaczenia
- Krzyż Niepodległości (6 czerwca 1931)[8]
- Krzyż Walecznych (trzykrotnie)[9][10]
- Srebrny Krzyż Zasługi (dwukrotnie: po raz pierwszy 10 listopada 1928[11][12], po raz drugi[10])